# Exocentrus championi
Exocentrus championi är en skalbaggsart som beskrevs av Fisher 1940. Exocentrus championi ingår i släktet Exocentrus och familjen långhorningar. Inga underarter finns listade i Catalogue of Life.